# Кизил Юлдуз (Кушониёнский район)
Кизил Юлдуз (тадж. Қизил Юлдуз) — село в Кушониёнском районе Хатлонской области Республики Таджикистан. Входит в состав джамоата (сельской общины) Ориён Кушониёнского района.
Находится на расстоянии 12 км от райцентра (пгт. им. Исмоила Сомони) и 10 км до центра общины (с. Кахрамон).
Население — 1819 чел. (2017).